# Diplusodon strigosus
Diplusodon strigosus är en fackelblomsväxtart som beskrevs av Johann Baptist Emanuel Pohl. Diplusodon strigosus ingår i släktet Diplusodon och familjen fackelblomsväxter. Inga underarter finns listade i Catalogue of Life.